# Aeroportul Internațional Sohag
Aeroportul Internațional Sohag (IATA: HMB, ICAO: HEMK) este un aeroport din Guvernoratul Sohag, Egipt ce deservește zona Suhaj. Aeroportul a fost tranzitat în decembrie 2022, de 53.321 de pasageri. A fost deschis în 2010.
Situat la o altitudine de 98 m, aeroportul dispune de o singură pistă. Este operat de Egyptian Airports Company⁠(d).